# Museo (stacja metra)
Museo – stacja metra w Neapolu, na Linii 1 (żółtej). 
Znajduje się pod Piazza Cavour, obsługując między innymi Muzeum Archeologiczne, Katedrę, Via San Gregorio Armeno i Uniwersytet w Neapolu.
Stacja została otwarta 5 kwietnia 2001.